# Homalattus pustulatus
Homalattus pustulatus är en spindelart som först beskrevs av White 1841.  Homalattus pustulatus ingår i släktet Homalattus och familjen hoppspindlar. Inga underarter finns listade i Catalogue of Life.